# 巴图孟克
巴图孟克（？—1774年），又作巴图蒙克，绰罗斯氏，清朝卫拉特蒙古杜尔伯特部台吉，保伊勒登的曾孙，巴特玛多尔济之孙，蒙和岱次子。
乾隆十八年（1753年）跟随三车凌（车凌、车凌乌巴什、车凌蒙克）归降清朝，授札萨克辅国公。乾隆二十年（1755年），跟随西路军追讨达瓦齐，归牧后，遵照定边将军成衮扎布的檄文，追击明噶特部众。

## 子孙
- 乌埒斯
  - 博第格哷勒
    - 多尔济札布
    - 车德恩札布
      - 车巴克札布
        - 图都布